# Lovinac
 Ovo je glavno značenje pojma Lovinac. Za naselje u općini Poličnik pogledajte Lovinac (Poličnik).
Lovinac je općina u Hrvatskoj, u Ličko-senjskoj županiji.

## Zemljopis
Površine je 317,27 km².  
Lovinac se smjestio u Ličkom polju. U starome i srednjem vijeku tuda su vodili preko Velebita najkraći trgovački putevi od Jadrana prema unutrašnjosti, a autocesta između središnje i južne Hrvatske potiče nove mogućnosti razvoja toga dijela Like i Ličko-senjske županije.
Uz Lovinac, Općina obuhvaća i naselja: Gornja Ploča, Kik, Ličko Cerje, Raduč, Ričice, Sveti Rok, Smokrić, Štikada i Vranik.

## Stanovništvo
Prema popisu stanovništva iz 2011. godine, općina Lovinac imala je 1007 stanovnika, raspoređenih u 10 naselja:
- Gornja Ploča: 45
- Kik: 4
- Ličko Cerje: 88
- Lovinac: 257
- Raduč: 12
- Ričice: 76
- Smokrić: 23
- Sveti Rok: 279
- Štikada: 216
- Vranik: 7

### Narodnosni sastav, 2011.
Broj stanovnika: 1007
- Hrvati: 835
- Srbi: 162
- Ostali: 10

### Lovinac (naseljeno mjesto)
- 2011. – 257
- 2001. – 288
- 1991. – 533 (Hrvati – 460, Srbi – 22, Jugoslaveni – 11, ostali – 40)
- 1981. – 640 (Hrvati – 572, Srbi – 45, Jugoslaveni – 17, ostali – 6)
- 1971. – 869 (Hrvati – 784, Srbi – 71, Jugoslaveni – 10, ostali – 4)

Izvor
- CD ROM: "Naselja i stanovništvo RH od 1857-2001. godine", Izdanje Državnog zavoda za statistiku Republike Hrvatske, Zagreb, 2005.

| broj stanovnika | 12120 | 11456 | 9239  | 10208 | 11019 | 10140 | 10102 | 10783 | 6750  | 6450  | 5911  | 4929  | 3721  | 3054  | 1096  | 1007  | 943   |
|                 | 1857. | 1869. | 1880. | 1890. | 1900. | 1910. | 1921. | 1931. | 1948. | 1953. | 1961. | 1971. | 1981. | 1991. | 2001. | 2011. | 2021. |

| broj stanovnika | 1423  | 1271  | 1044  | 1135  | 1320  | 1352  | 1365  | 1456  | 929   | 954   | 869   | 869   | 640   | 533   | 288   | 257   | 242   |
|                 | 1857. | 1869. | 1880. | 1890. | 1900. | 1910. | 1921. | 1931. | 1948. | 1953. | 1961. | 1971. | 1981. | 1991. | 2001. | 2011. | 2021. |

## Povijest
Iznad samog mjesta Lovinac su ruševine srednjovjekovnog grada Lovinca, a ima i nalaza iz rimskog doba. U srednjem vijeku posjedovali su plemići Lovinčići. Od početka 16. stoljeća pripadao je banu Ivanu Karloviću. Osmanlije ga osvajaju oko 1522. godine. Nakon izgona Turaka 1689. naseljava ga bunjevačko pučanstvo.

## Gospodarstvo
Proizvodnja odjeće i rublja, u pravilu se odvijala tijekom zime od pripremljene vune, lana i konoplje. Pojedini dijelovi nošnje, naročito prsluci, ukrašavani su zlatnim ili srebrnim tokama i dukatima. Uz proizvodnju odjeće i rublja od kože se proizvodila i obuća-opanci oputar.
U mjestu se održavaju Dani sira i ličkog krumpira.

## Poznate osobe
- Grof Ivan Karlović
- Martin Sekulić

## Spomenici i znamenitosti
- Stari burg Lovinac
- Zdunić kula
- Arheološki lokalitet Pod Cvitušom
- Mlin Travič
- Most na potoku Ričica
- Crkva sv. arhanđela Mihovila

## Obrazovanje
Osnovna škola Lovinac s područnim školama

## Kultura
Na blagdan sv. Lucije, 13. prosinca, a u susret Božiću, pravio se poseban borak. U jedan otesani otpiljak ugrađuje se svića, a drvo se obloži smjesom zemlje, vode i žita i nakon nekoliko dana pažljivo polijeva. Pred sam Božić borak iznikne i dobije oblik stoga, malo se obreže, ukrasi trobojnicom i voćem.

## Vanjske poveznice
- lovinac.hr
- Lovinački kraj  Arhivirana inačica izvorne stranice od 29. studenoga 2009. (Wayback Machine)